# Tora Breitholtz
Tora Breitholtz född 4 oktober 1980 i Ådals-Liden, är en svensk vänsterpartist. Hon gick med i Ung Vänster 1996. Vid Ung Vänsters kongress i Märsta 2001 valdes hon in i förbundsstyrelsen.
Vid Ung Vänsters extraordinära kongress i Strömsund 2004 föreslog valberedningen Breitholtz till förbundsordförande men hon förlorade detta val mot Tove Fraurud. Breitholtz blev dock omvald till förbundsstyrelsen och blev förbundssekreterare. Hon har senare varit sammankallade i Ung Vänsters valberedning.